# بطولة تونس لألعاب القوى 1993
بطولة تونس لألعاب القوى 1993 هو الدورة 38 من بطولة تونس لألعاب القوى.

فاز بهذا الموسم النادي الرياضي للحرس الوطني.

## روابط خارجية
- الموقع الرسمي للجامعة التونسية لألعاب القوى.